# 奶牛巧克力
奶牛巧克力（希伯來語：‎，Shokolad Para）是以色列糖果与咖啡生产商Strauss-Elite旗下的巧克力品牌。
奶牛巧克力诞生于1934年，最初名为“Shamnunit”（希伯來語：‎，意为“奶油的”）。1950年代起其包装上加上了奶牛图案，并因而得名。
奶牛巧克力是Strauss-Elite公司的主打产品，也是以色列销量最高的巧克力品牌之一。
2002年起，该品牌扩展至巧克力酱、零食、糖果等产品，并改变了奶牛商标。